# تادئوش بوروفسکی
تادئوش بوروفسکی (به انگلیسی: Tadeusz Borowski) (زاده ۱۲ نوامبر ۱۹۲۲ - درگذشته ۱ ژوئیه ۱۹۵۱) نویسنده و روزنامه‌نگار لهستانی بود. شعرها و داستان‌های او در دورهٔ جنگ، که اغلب به تجربهٔ زندانی بودنش در آشویتز مربوط است، به‌عنوان آثار کلاسیک ادبیات لهستان شناخته شده و تأثیر زیادی بر جامعهٔ اروپای مرکزی داشته است.

## زندگینامه
بوروفسکی در ۱۹۲۲ در ژیتومیر (به لهستانی: Żytomierz)، واقع در اکراین اتحاد جماهیر شوروی در خانواده‌ای لهستانی به دنیا آمد. چهار ساله بود که کتابفروشی پدرش را دولتی کردند و صاحب آن را روانهٔ گولاگ (چون سابقاً، در جریان جنگ جهانی اول، عضو سازمان نظامی لهستان بود). مادرش نیز در ۱۹۳۰ به سیبری فرستاده شد. خویشان‌شان نگهداری از او و برادرش را بر عهده گرفتند، تا سال ۱۹۳۲ که صلیب سرخ لهستان توانست آن‌ها را به لهستان بازگرداند. والدین او نیز، از راه مبادلهٔ زندانیان، سرانجام در ۱۹۳۴ آزاد شدند و با سکونت در ورشو زندگی عادی را آغاز کردند.
با آغاز جنگ، هجوم ارتش نازی و اشغال لهستان در ۱۹۳۹، آموزش، به‌ویژه آموزش عالی به زیرزمین‌ها منتقل شد. بوروفسکی دیپلم دبیرستان را با گذراندن آزمونِ زیرزمینی به‌دست آورد و در دانشگاه زیرزمینی ورشو در رشتهٔ زبان و ادبیات لهستانی نام‌نویسی کرد. او یکی از نخستین دانشجویان دانشگاه مخفی ورشو بود. در دوران دانشجویی‌اش در روزنامههای زیرزمینی ورشو مشغول شد و تعدادی از شعرها و داستان‌هایش را در ماهنامهٔ دروگا منتشر کرد. بیشتر شعرهای جنگ او محصول همین دوره است.
بوروفسکی در کنار فعالیت‌های زیرزمینی، در شهر اشغالی ورشو چند سال به‌عنوان انباردار شب یا نگهبان کار کرد. او عاشق دختری به نام ماریا شد که بعدتر قرار ازدواج گذاشتند. وقتی در فوریه ۱۹۴۳ ماریا به خانه بازنگشت، بوروفسکی به جستجو برخاست و به دام گشتاپو افتاد. ابتدا به زندان پاویاک و بعد به آشویتز فرستاده شد. پس از چند ماه کار توان‌فرسا در آشویتز، برای کار پرستاری به بخش بیمارستان منتقل شد. در بیمارستان او توانست از احوال نامزدش باخبر شود که در اردوگاه زنان آشویتز زندانی بود. در اوت ۱۹۴۴، با نزدیک شدن روس‌ها از جبههٔ شرق، آلمانی‌ها کار برچیدن اردوگاه را آغاز کردند و بوروفسکی برای بیگاری به داخائو، اردوگاهی نزدیک مونیخ فرستاده شد. پس از این‌که در ماه مه ۱۹۴۵ ارتش ایالات متحده آمریکا داخائو را تصرف کرد، بوروفسکی ردّ ماریا را در سوئد پیدا کرد.
سه سال و اندی پس از بازداشت، بالاخره بروفوسکی به لهستان بازگشت و با نامزدش ازدواج کرد. او به عضویت حزب متحد کارگری لهستان (تک حزب حاکم) درآمد و مقالاتش (همسو با ایدئولوژی کمونیستی) رژیم هواداران فراوان داشت.
روز اول ژوئیه ۱۹۵۱، بوروفسکی درهای آشپزخانه‌اش را بست و شیر گاز را باز کرد: خودکشی در ۲۸سالگی. همسرش سه روز پیش از خودکشیِ او دخترشان را به‌دنیا آورده بود.

## آثار
ما در آشویتز بودیم، روایت مستندی است به قلم تادئوش بوروفسکی، کریستین اولشفسکی (به انگلیسی: Krystyn Olszewski) و یانوش نل شدلتسکی (به انگلیسی: Janusz Nel Siedlecki). در مقدمهٔ این کتاب آمده است:
«ما شاهد بودیم و فکر می‌کنیم حق داریم بدون پرده‌پوشی، رک و راست و جدی، بگوییم هرچه را که به یاد داریم. اردوگاه، گرسنگی، رنج و شکنجه و مرگ در کوره‌های گاز هیچ‌گونه جنبهٔ قهرمانی و ایدئولوژیک ندارد. ما به‌شدت بر این مسئله تأکید می‌کنیم، زیرا در این زمینه چه بسا از هر دو سو افسانه‌ها و اسطوره‌هایی در آینده زاییده شوند. ما در آشویتز برای مفهوم میهن یا نوسازی درونی انسان مبارزه نمی‌کردیم؛ برای یک کاسه سوپِ اردوگاهی یا جایی برای خوابیدن، برای به‌دست آوردن طلا یا ساعت از ترانسپورت‌ها تلاش می‌کردیم. ما زنده ماندیم، گرچه اوضاع‌مان از کسانی که مردند نه بهتر بود و نه بدتر. اما نمی‌خواهیم که آن‌ها فراموش شوند.» 
داستان وداع با ماریا چشم‌اندازی از اشغال ورشو ارائه می‌دهد.
داستان خانم‌ها و آقایان، بفرمایید به اتاق گاز روایت بوروفسکی از زندگی روزمرهٔ اردوگاه کار اجباری است.
دکتر روشن وزیری دربارهٔ داستان‌های بوروفسکی می‌نویسد:
«بوروفسکی تراژدی اردوگاه را متفاوت از سایر آثار ادبی جهان در این زمینه نشان می‌دهد. او نقطهٔ ثقل را به طرف قربانیان می‌برد. از دید نویسنده، تراژدی واقعی اردوگاه‌ها در روابط میان دژخیمان و قربانیان خلاصه نمی‌شد. آن اولی‌ها - کارگزارانی گوش‌به‌فرمانِ ماشین بهره‌کشی و جنایت نازی‌ها - اگرچه سزاوار طناب دار بودند، اما به اندازهٔ عاملان اصلی در این جنایات دخیل نبودند. بزرگ‌ترین و بالاترین تراژدی اردوگاه‌ها - جنایت آگاهانه‌ای که رژیم هیتلری به آن دست زد - تجاوز به انسانیت قربانیان بود، مجبور کردن آنان بود تا به بهای حفظ جانشان تن به اطاعت بی‌چون و چرا بدهند، وادار کردنشان بود تا آگاهانه و حساب‌شده به جان برادرانشان بیفتند. به‌زعم بوروفسکی، این به‌راستی شیطانی‌ترین و فاجعه‌بارترین جنبهٔ اردوگاه بود. او از افرادی عادی و ساده سخن می‌گوید؛ شخصیت داستان‌هایش نه جنایتکاران‌اند و نه قدیسان اردوگاهی، بلکه آدم‌هایی هستند که می‌خواهند زنده بمانند: سرکارگر جوخهٔ کار، زندانی عادی‌ای که وظیفه‌ای پست و فرودستانه بر عهده‌اش گذاشته‌اند، یا زندانی‌ای که سرد و گرم اردوگاه را چشیده است، مدت‌ها در اردوگاه بوده و به‌خوبی با قواعد آن آشنا شده و خود را با آن‌ها وفق داده است. بسیاری از داستان‌های او با بدبینی از اردوگاه آغاز می‌شوند و به‌نحوی خاص دوباره به آشویتز بازمی‌گردند.» 